# Gladheidbestrijding

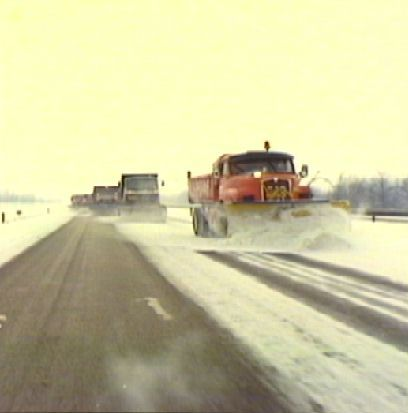
Gladheidsbestrijding

Gladheidbestrijding is het bestrijden van gladheid als gevolg van sneeuw en ijs op oppervlakken zoals wegen en fietspaden, om een veiligere situatie te creëren.

## Ontstaan van gladheid
Gladheid kan op verschillende manieren ontstaan. Onder andere door sneeuwval, opvriezing, bevriezing en ijzel. Gladheid wordt vaak niet door één, maar door meerdere factoren veroorzaakt.

## Wegen en fietspaden

### Waarnemen van gladheid
Het KNMI heeft een speciale afdeling gladheidbestrijding. Op deze afdeling komt de informatie die wordt verstuurd vanuit meer dan 300 meetstations langs de Nederlandse wegen. Ook zitten er systemen in het wegdek die door middel van infrarode straling de temperatuur kunnen meten.
Al deze gegevens gaan naar een gladheidcoördinator. Deze onderneemt op het moment dat het (te) glad dreigt te worden op de Nederlandse wegen actie en zorgt ervoor dat de wegen worden gestrooid.

### Methoden van gladheidbestrijding

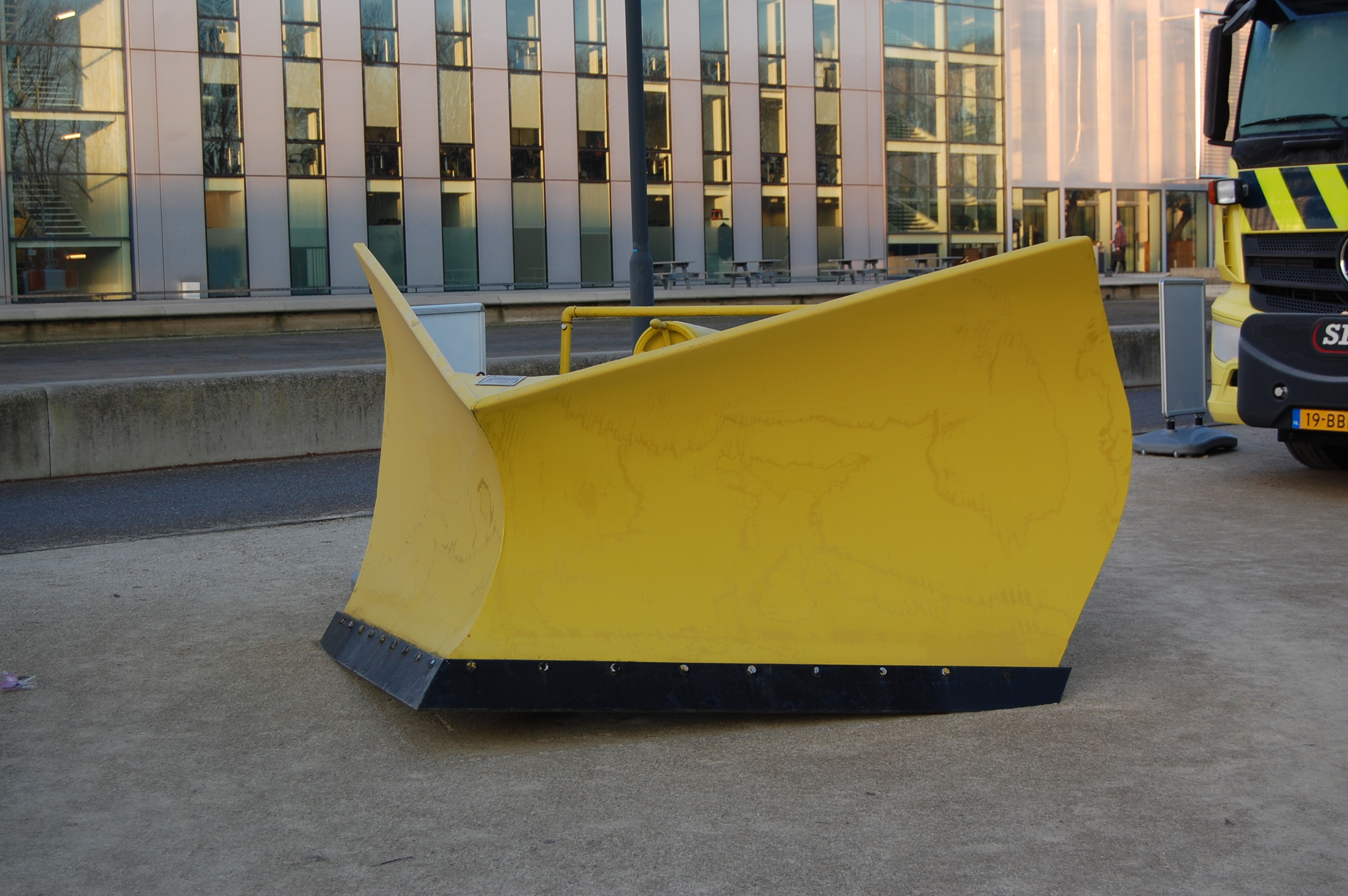
Een oude puntploeg van Rijkswaterstaat. Deze wordt niet meer gebruikt omdat hij schade aan moderne wegdekken zoals ZOAB kan aanbrengen.

De meest gebruikte manier voor het bestrijden van gladheid is strooien met strooizout (natriumchloride).
Bij een dikke laag sneeuw moet dit eerst van de weg geschoven met een sneeuwploeg, of weggeblazen worden. In Nederland heeft Rijkswaterstaat daarvoor verschillende machines.
Daarbij blijft altijd een laagje sneeuw op de weg achter, wat vervolgens met strooizout moet worden bestreden. Het strooizout vermengt zich met sneeuw of ijs en vormt pekel. Nadat er een aanzienlijk aantal auto’s overheen is gereden wordt het wegdek ijsvrij. Deze manier van gladheidbestrijding werkt het beste als er wordt gestrooid voordat bevriezing van het wegdek plaats heeft gevonden. Het zout zorgt ervoor dat het wegdek niet kan bevriezen. Een glad wegdek wordt hierdoor voorkomen.

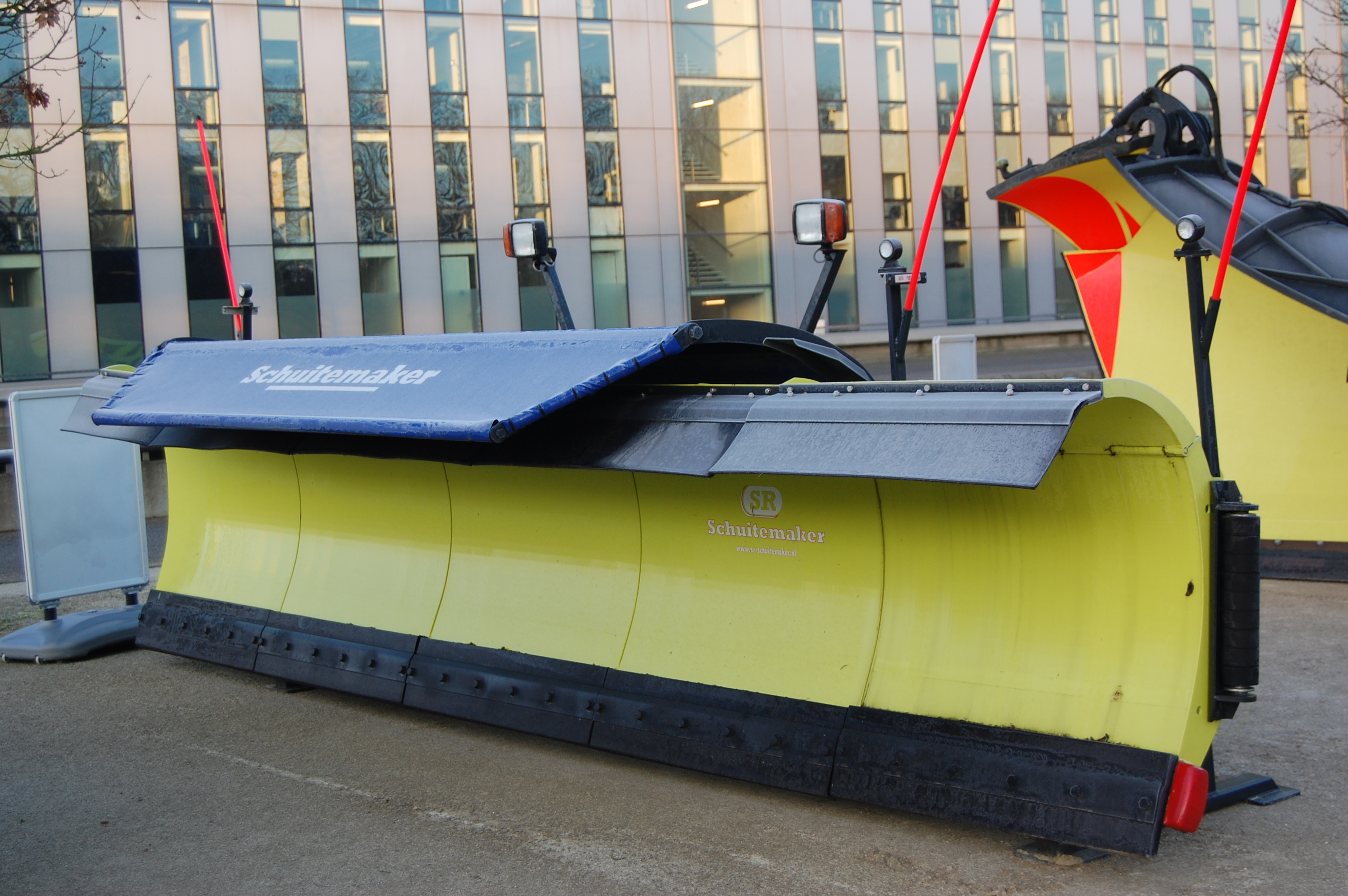
Een gewone sneeuwploeg van Rijkswaterstaat. Auto's met deze ploeg rijden schuin achter elkaar om meerdere rijstroken van een rijksweg schoon te vegen

Naast het strooien van zout is het strooien van zand ook mogelijk. Dit wordt in Nederland niet veel toegepast op wegen omdat zand alleen een stroef laagje over de ijslaag legt, en niet het ijs laat smelten. Dit is dan alleen handig op trottoirs en kleine oppervlakten. In sommige parken wordt zand gestrooid om de beplanting tegen bodemverzouting te beschermen.
In een kleinschaliger vorm kan gekozen worden voor het plaatsen van een strooizoutbak. Een dergelijke bak bevat strooizout dat vervolgens handmatig wordt verspreid om gladde straten en stoepen te voorkomen. Daarnaast zijn zakken met strooizout verkrijgbaar bij bouwmarkten en tuincentra.

#### Zoutstrooiers

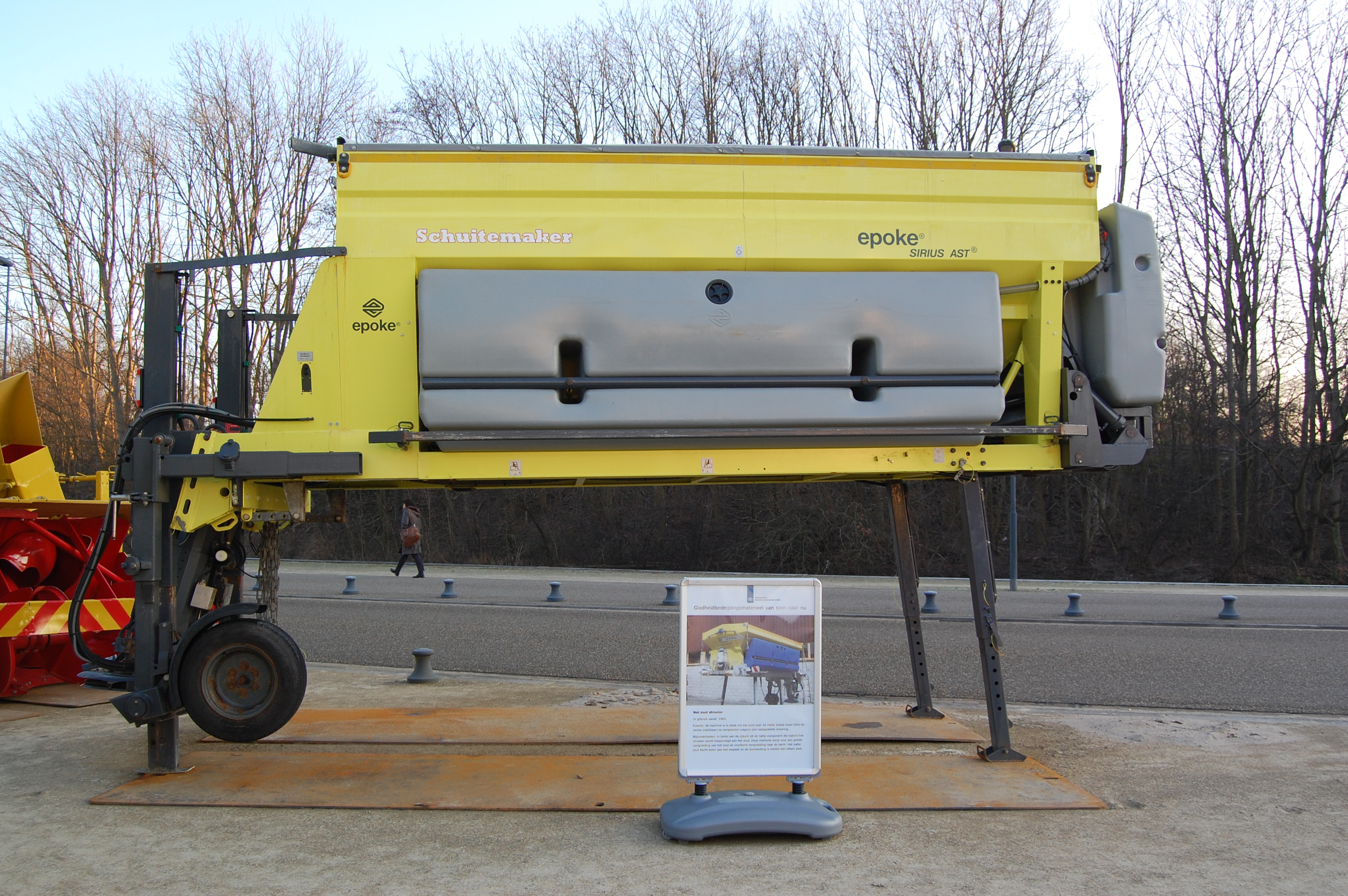
Een natzoutstrooier van Rijkswaterstaat. Het strooien van natzout is effectiever dan droog zout, omdat het natte zout beter aan het wegdek kleeft.

Zout wordt doorgaans mechanisch gestrooid vanaf strooiwagens. Veel strooiwagens hebben tegenwoordig de mogelijkheid om strooizout met pekel of calciumchloride-oplossing vermengd te strooien, ook wel natzout strooien genoemd. Hierdoor wordt opstuiving en daarmee onnodige milieu- en lakschade beperkt. Bovendien is de dooiwerking van natzout sneller dan van droog zout, en blijft het langer op de weg liggen. Hierdoor hoeft er minder zout gestrooid te worden.

### Hellingbanen
Bij hellingbanen in bijvoorbeeld parkeergarages wordt ook wel verwarming in het wegdek aangelegd. Deze hellingbanen zijn meestal vrij steil aangelegd om ruimte te besparen. Bij ijsvorming op de helling kan het onmogelijk worden om ze met een voertuig te berijden.

### Nadelen van gladheidbestrijding
Zout kan schadelijk zijn voor de lak van auto’s. Ook kan het strooizout de flora en fauna naast de wegen aantasten. In bermen van wegen die regulier gestrooid worden zijn duidelijk verhoogde zoutgehaltes meetbaar. Op sommige plaatsen, zoals bermen van snelwegen, groeien bepaalde planten die normaliter alleen op zilte gronden voorkomen. Auto's (met name de onderkant) zijn roestgevoelig als gevolg van strooizout. Dit kost honderden miljoenen op jaarbasis. Ook motorfietsen raken sneller beschadigd door strooizout, vooral de metalen onderdelen, zoals velg en remschijf.

### Beleid
Elke wegbeheerder heeft de vrijheid eigen keuzes te maken over de wijze van gladheidbestrijding. Vaak hangt de keuze om wel of niet te strooien af van het belang van de weg. Autosnelwegen en provinciale wegen worden in principe altijd gestrooid. Binnen gemeenten worden meestal de belangrijkere wegen gestrooid. Het gaat dan om doorgaande wegen, busroutes en ontsluitingswegen naar woonwijken. Minder belangrijke wegen zoals erftoegangswegen in het buitengebied en in woonwijken worden vaak niet gestrooid. Sommige gemeenten hanteren als criterium dat elk perceel binnen een bepaalde afstand (bijvoorbeeld 400 meter) van een gestrooide route dient te liggen.
Wegbeheerders maken een afweging tussen verkeersveiligheid, het economisch belang, milieu en kosten. Ook speelt de beschikbare hoeveelheid strooizout, personeel en zoutstrooiers een rol. Tijdens strenge winters met veel sneeuw kan strooizout in heel Europa schaars worden en uiteindelijk opraken.

### Juridische aspecten
Wegbeheerders in Nederland zijn niet rechtstreeks verplicht om gladheid te bestrijden. Ze hebben wel een plicht, op grond van de wegenwet, om er voor te zorgen dat de weg in een goede staat verkeert. Gladheid wordt echter in principe niet gezien als een gebrek aan de weg en aansprakelijkheid hiervoor op basis van artikel 6:172 van het Burgerlijk Wetboek is dan ook vaak niet van toepassing. Een uitzondering hierop is bijvoorbeeld een brugdek dat snel bevriest terwijl de overige wegen (nog) niet bevroren zijn. Hier kan aansprakelijkheid bij de wegbeheerder liggen als de weggebruiker niet of onvoldoende gewaarschuwd wordt.
De weggebruiker heeft de verplichting om zijn gedrag op de omstandigheden aan te passen, meestal is schade als gevolg van gladheid, zeker bij sneeuw, voor rekening van de veroorzaker omdat de weggebruikers rekening moeten houden met mogelijke gladheid.

### De toekomst van de gladheidbestrijding
De techniek voor gladheidbestrijding wordt steeds verder ontwikkeld. Sensoren bekijken de staat van het wegdek en passen daar de hoeveelheid strooizout op aan. Zo kan efficiënter worden omgegaan met zout. Men kan op deze manier op specifieke punten meer zout strooien dan op punten waar dat niet nodig is. Het resultaat is een veiliger situatie voor het wegverkeer en minder schade aan het milieu. Ook bestaan er in de zoutstrooierbesturing geïntegreerde navigatiesystemen, die de chauffeurs begeleiden over de strooiroute, en daarbij de zoutstrooier automatisch aansturen. Dit komt de verkeersveiligheid ten goede, doordat de chauffeur zich kan concentreren op het besturen van de vrachtauto, terwijl de besturing automatisch de instellingen aanpast gedurende de strooiactie.

### Andere maatregelen
Hoewel gladheidbestrijding de wegen veiliger maakt is het ook belangrijk dat voertuigen klaar zijn voor de winter. Hierbij moet gedacht worden aan goed werkende verlichting, de juiste bandenspanning en eventueel winterbanden. Het rijgedrag dient aangepast te worden aan de omstandigheden, dit geldt met name voor snelheid en onderlinge afstand.
- Ook training van de vaardigheid van bestuurders door een antisliptraining kan ongelukken bij gladheid voorkomen
- Bioscoopjournaal uit 1979. Met aandacht voor het gevaar van wegslippen door gladheid en hoe via bijvoorbeeld een slipschool de techniek van het slippen kan worden aangeleerd.

## Spoorwegen

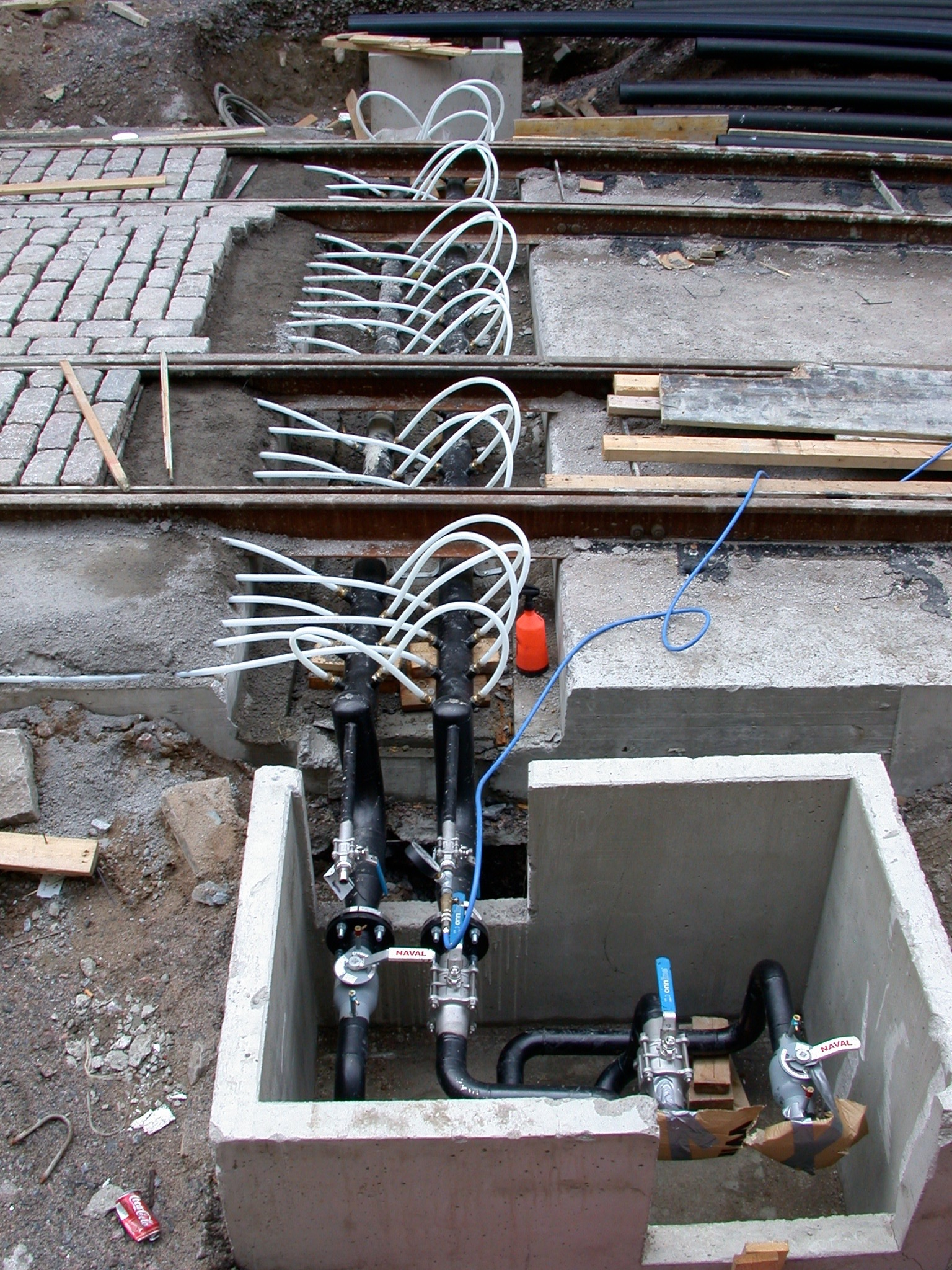
Hydraulische wisselontdooier in Finland.

Een onderdeel dat vaak onderbelicht is, is het ijsvrij maken van bijvoorbeeld bovenleidingen. Ook trein- en tramverkeer kunnen hinder ondervinden van gladheid van de bovenleidingen. Door een laagje ijs op de bovenleiding vermindert het contact tussen de stroomafnemer en de bovenleiding waardoor weerstand en vlambogen ontstaan. Dit kost veel energie en kan schade toebrengen aan de bovenleiding en de stroomafnemer. Om dit te voorkomen kunnen in de nacht speciale ijsschrapers worden ingezet om de bovenleidingen ijsvrij te maken.
Prorail kan bij ijsvorming op de bovenleiding de 'blokken', waarin een baanvak verdeeld is, groter maken zodat er meer treinen in eenzelfde blok kunnen rijden en meer elektriciteit door de bovenleiding getrokken wordt. Hierdoor wordt de bovenleiding opgewarmd en smelt het ijs.
Op de rails zijn het vooral de wissels die gevoelig zijn voor ijs. Vele wissels zijn uitgerust met een ingebouwde verwarming. Is dat niet het geval dan worden wissels handmatig ontdooid, meestal met een gasbrander.

## Luchthavens

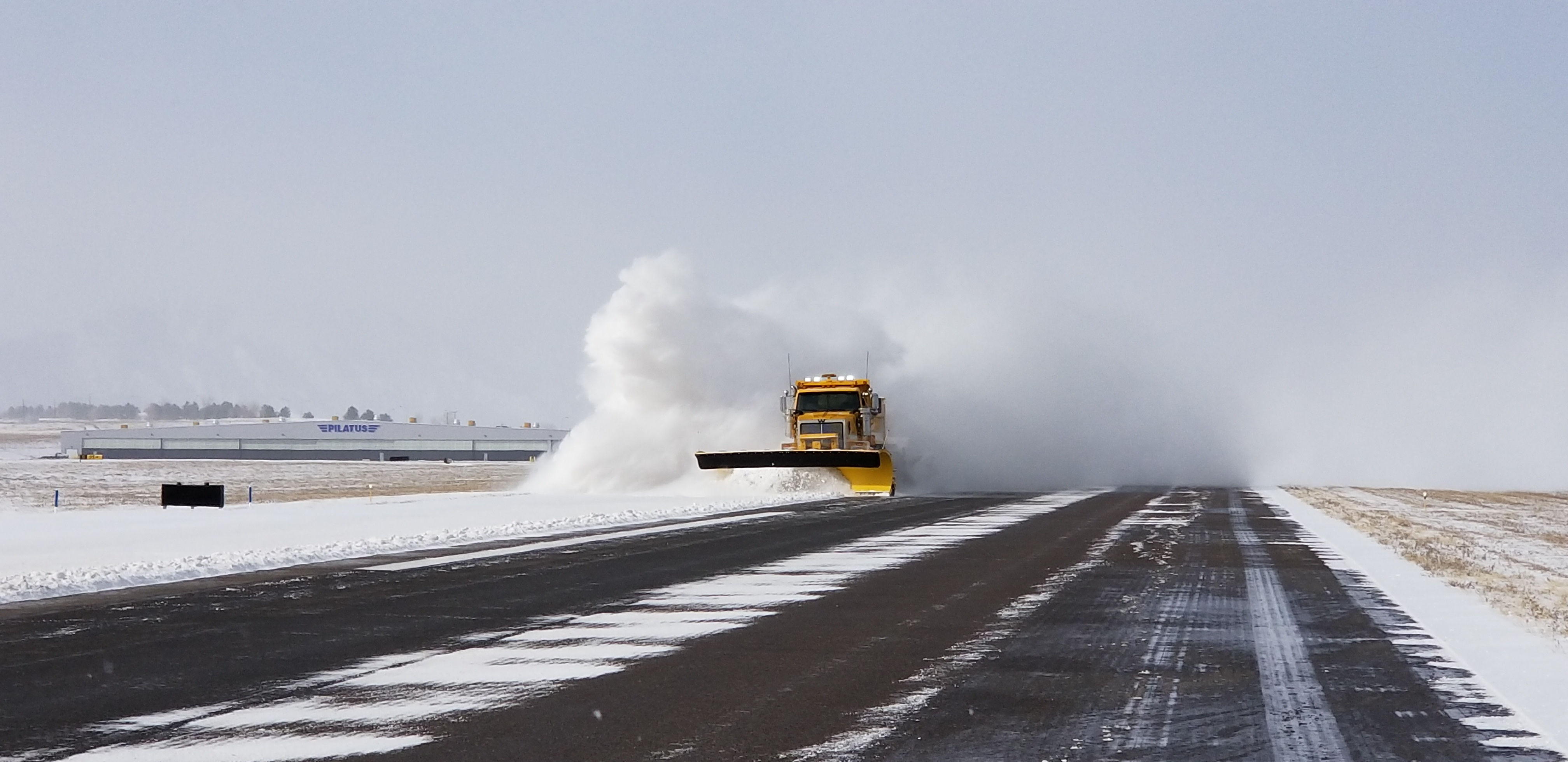
Een sneeuwploeg in actie op een startbaan.

Sneeuwruimen gebeurt met aangepaste sneeuwploegen. Om wintergladheid te bestrijden op een startbaan en taxibaan, op een platform en een avioduct kunnen verschillende soorten vloeibare en vaste chemische producten worden gebruikt, waaronder propyleenglycol, ethyleenglycol, calcium-magnesium-acetaat en andere organische verbindingen. Verbindingen op basis van chloride (bijv. strooizout) worden niet gebruikt op luchthavens vanwege hun corrosieve effect op vliegtuigen en andere apparatuur. Ook mengsels met ureum werden gebruikt vanwege hun lage kosten. Ureum is echter vervuilend in waterwegen en natuurgebieden, omdat het na gebruik afbreekt tot ammoniak. In 2012 verbood het Amerikaanse Environmental Protection Agency (EPA) het gebruik van op ureum gebaseerde producten op de meeste commerciële luchthavens.